# César Gutiérrez
César Dario Cocoa Gutiérrez, né le 26 janvier 1943 à Coro (Venezuela) et mort le 22 janvier 2005 à Maracaibo (Venezuela), est un joueur de baseball vénézuélien évoluant en Ligue majeure de baseball entre 1967 et 1971.
Arrêt-court et 3e base, il joue pour les Giants de San Francisco puis pour les Tigers de Detroit. Il devient ensuite manager au Mexique et scout pour diverses organisations MLB.
Gutiérrez reste dans les mémoires pour sa performance du 21 juin 1970 où il frappe 7 coups sûrs en 7 passages au bâton lors d'un match contre les Indians de Cleveland, un record dans les ligues majeures pour un match se terminant en prolongations.

## Carrière

### Joueur
César Gutiérrez est embauché comme agent libre amateur par les Pirates de Pittsburgh le 24 juin 1960. Il évolue en Sophomore League avec les Hobbs Pirates en 1961 et est relâché en 1962 après une année blanche. Il signe avec Giants de San Francisco peu avant la saison 1963.
Cocoa, comme on le surnomme, alterne entre les classes A et AA en Ligue mineure pendant plusieurs années, jouant pour les Lexington Giants en Western Carolinas League et les El Paso Sun Kings en Texas League. En 1966, il rejoint les Fresno Giants et effectue une saison complète en Class A California League où il frappe ,338 en moyenne. Promu, il intègre les Phoenix Giants en Pacific Coast League au niveau AAA où il évolue deux saisons pleines en 1967 et 1968. Il est appelé en Ligue majeure en 1967 mais ne dispute que 18 rencontres avec les Giants puis 15 en 1969, alternant avec la Pacific Coast League.
César est transféré le 2 septembre 1969 pour Don McMahon avec les Tigers de Detroit. Il joue 17 rencontres avec les Tigers pour terminer la saison 1969 avant de connaître sa seule saison pleine en 1970 où il participe à 135 matchs avec la franchise de Détroit. Sa moyenne de ,243 à la batte est faible et il est le deuxième arrêt-court de la Ligue américaine à commettre le plus d'erreurs cette année-là avec 24, le 4e de la Ligue toutes positions confondues.
Il entre dans l'histoire de la Ligue majeure le 21 juin 1970 à l'occasion de deuxième match d'un doubleheader contre les Indians de Cleveland, frappant 7 coups sûrs (dont un double) en 7 passages au bâton dans une victoire 9-8 en douze manches des Tigers sur Cleveland. Il égale le record de la franchise détenu par Rocky Calavito depuis 1962 à l'occasion d'un match de 22 manches. Cette performance est classée huitième dans la liste des merveilles singulières du baseball par ESPN, une liste qui rassemble des joueurs n'ayant pas eu une carrière remarquable mais qui ont réalisé une performance notable lors d'une rencontre ou d'une saison.
Gutiérrez ne joue que 38 parties en 1971 avec les Tigers, ses dernières en Ligue majeure, portant son total à 223 matchs au plus haut niveau pour une moyenne de ,235 à la frappe. Le 24 mars 1972, Gutiérrez signe chez les Expos de Montréal. Il évolue avec les Hawaii Islanders en Pacific Coast League et avec les Peninsula Whips en International League puis prend sa retraite sportive à l'issue de la saison.

### Manager et scout
César Gutiérrez ne reste pas longtemps éloigné des terrains. Il devient manager en Ligue mexicaine centrale de baseball de 1977 à 1978. D'abord aux commandes d'Arandas pour un bilan de 37-31, il manage Matamoros à un 49-18 en 1978.
Cinq années plus tard, il rejoint les Saraperos de Saltillo en Ligue mexicaine de baseball, les menant à un bilan de 60-58 en 1983, puis les Rojos del Águila de Veracruz en 1984 pour un 55-62. Sa carrière de manager s'arrête là.
Parallèlement, il est scout (détecteur de talents) pour diverses organisations MLB depuis la fin de sa carrière en Ligue majeure.
César décède d'une crise cardiaque quatre jours avant la célébration de son 62e anniversaire à Maracaibo au Venezuela.

## Statistiques

### Joueur
En Ligue mineure
| Saison | Équipe | G     | AB    | R    | H     | 2B  | 3B | HR | RBI  | SB    | BB  | SO   | BA    | OBP  | SLG   |
| ------ | ------ | ----- | ----- | ---- | ----- | --- | -- | -- | ---- | ----- | --- | ---- | ----- | ---- | ----- |
| Totaux | 10 ans | 1 043 | 4 201 | 309" | 1 256 | 183 | 53 | 21 | 210" | 124"' | 68" | 189" | .299" | .311 | .383" |

- ": statistiques incomplètes.

En Ligue majeure
| Saison | Équipe    | G   | AB  | R  | H   | 2B | 3B | HR | RBI | SB | BB | SO | BA   | OBP  | SLG  |
| ------ | --------- | --- | --- | -- | --- | -- | -- | -- | --- | -- | -- | -- | ---- | ---- | ---- |
| 1967   | SF        | 18  | 21  | 4  | 3   | 0  | 0  | 0  | 0   | 1  | 1  | 4  | .143 | .217 | .143 |
| 1969   | SF et DET | 3   | 72  | 9  | 17  | 2  | 0  | 0  | 0   | 2  | 11 | 5  | .236 | .337 | .264 |
| 1970   | DET       | 135 | 415 | 40 | 101 | 11 | 6  | 0  | 22  | 4  | 18 | 39 | .243 | .275 | .299 |
| 1971   | DET       | 38  | 37  | 8  | 7   | 0  | 0  | 0  | 4   | 0  | 0  | 3  | .189 | .211 | .189 |
| Totaux | 4 ans     | 223 | 545 | 61 | 128 | 13 | 6  | 0  | 26  | 7  | 30 | 51 | .235 | .277 | .281 |

### Manager
| Année  | Ligue  | Équipe    | Saison régulière | Saison régulière | Saison régulière | Saison régulière |
| Année  | Ligue  | Équipe    | Vic.             | Déf.             | % Vic.           |                  |
| ------ | ------ | --------- | ---------------- | ---------------- | ---------------- | ---------------- |
| 1977   | MCL    | Arandas   | 37               | 31               | 0.544            |                  |
| 1978   | MCL    | Matamoros | 49               | 18               | 0.731            |                  |
| 1983   | LMB    | Saltillo  | 60               | 58               | 0.508            |                  |
| 1984   | LMB    | Veracruz  | 55               | 62               | 0.470            |                  |
| Totaux | Totaux | Totaux    | 201              | 169              | 0.543            |                  |